# Capitoli di Capitan Tsubasa World Youth
Questa è la lista dei capitoli di Capitan Tsubasa World Youth, manga scritto e illustrato da Yōichi Takahashi e facente parte della serie di Capitan Tsubasa. La serie inizia narrando le avventure calcistiche in Italia di Shingo Aoi e in Brasile di Tsubasa Ozora, per poi focalizzarsi sulla partecipazione della nazionale giapponese alle qualificazioni asiatiche e al mondiale U-20 del World Youth.
Il manga è stato pubblicato da Shūeisha dal 18 aprile 1994 al 25 agosto 1997 sulla rivista Weekly Shōnen Jump. In seguito l'opera è stata ristampata in diciotto volumi tankōbon usciti tra il dicembre 1994 e il novembre 1997. Nell'edizione tankōbon numerosi capitoli sono stati fusi insieme per formare capitoli più lunghi, per cui nell'edizione in volumi il manga è suddiviso in 63 capitoli contro i 163 pubblicati su Weekly Shōnen Jump. Nell'edizione tankōbon è stato aggiunto anche un sessantaquattresimo capitolo che funge da epilogo. Il manga è stato pubblicato in Italia da Star Comics dal marzo 2003 all'agosto 2004 in diciotto volumi con il titolo Capitan Tsubasa World Youth e il sottotitolo Holly e Benji. La numerazione è partita dal numero 38 conteggiando anche i 37 numeri della prima serie.

## Lista volumi
| Nº | Titolo italiano Giapponese 「Kanji」 - Rōmaji | Data di prima pubblicazione       | Data di prima pubblicazione |
| Nº | Titolo italiano Giapponese 「Kanji」 - Rōmaji | Giapponese                        | Italiano                    |
| 1  | Captain Tsubasa World Youth 1 「キャプテン翼 ワールドユース編 1」 | dicembre 1994 ISBN 4-08-871770-8  | 19 marzo 2003               |
| 1  | Capitoli - 1. La comparsa di Shingo (葵新伍登場!?, Aoi Shingo tōjō!) - 2. Le porte per l'Interland! (インテルへの扉!?, Interu he no tobira!) - 3. Il tempo della prova! (試練の時!!?, Shiren no toki!!) - 4. Shingo al massimo! (全開新伍!?, Zenkai Shingo!) - 5. Prologo e... inizio! (序章－そして開幕へ!!?, Joshō - Soshite kaimaku he!!) - 6. Tsubasa Ozora va alla grande! (大空翼元気です!?, Ōzora Tsubasa genki desu!) |                                   |                             |
| 1  | Trama Nel prologo, il ragazzo giapponese Shingo Aoi ambisce a entrare nelle giovanili di un'importante squadra milanese. Persi tutti i suoi guadagni a causa di un truffatore, si ritrova a sbancare il lunario facendo il lustrascarpe. Alla fine Aoi riesce a entrare nelle giovanili dell'Inter, ma subisce le prepotenze dei compagni di squadra che non lo accettano e fanno di tutto per cacciarlo. L'unico con cui fa amicizia è il portiere Gino Hernandez, che prende le distanze dal comportamento dei suoi compagni di squadra e sprona Aoi a non arrendersi. Aoi si allena duramente e, in seguito a una partita contro le giovanili del Milan, in cui segna una doppietta e trascina alla vittoria la sua squadra, Aoi viene infine accettato dai suoi compagni di squadra. Tre anni dopo Aoi, soprannominato "Principe del sole", è ormai l'asso della primavera dell'Inter e alla vigilia della partita contro la Juventus incontra per caso Minato Gamo, il futuro allenatore della nazionale giovanile giapponese, che si accorge del suo talento. Intanto Tsubasa ha superato un provino per entrare nella squadra brasiliana del San Paolo e si è ambientato nella sua nuova squadra, stringendo amicizia con i suoi compagni e soprattutto con Pepe, una giovane promessa del calcio brasiliano. Nella finale del campionato brasiliano tra il San Paolo e il Flamengo, Tsubasa segna un gol.                                                                                 |                                   |                             |
| 2  | Captain Tsubasa World Youth 2 「キャプテン翼 ワールドユース編 2」 | marzo 1995 ISBN 4-08-871854-2     | 19 aprile 2003              |
| 2  | Capitoli - 7. Il figlio del dio del calcio Santana (神の子サンターナ?, Shin no ko Santāna) - 8. Santana si mette in moto! (サンターナ始動!?, Santāna shidō!) |                                   |                             |
| 2  | Trama La partita vede Tsubasa contrapposto alla stella del Flamengo Carlos Santana. Questi, dopo essere stato abbandonato dai genitori e la morte dei nonni adottivi in un incidente, venne adottato dal signor Bala, proprietario di una squadra di calcio, che non provava alcun affetto per il figlio adottivo e che lo voleva trasformare nel futuro campione della squadra di calcio di cui era presidente. Santana visse per dieci anni segregato in una palestra sotterranea situata nella sede della squadra, trattato con freddo cinismo e sottoposto ad allenamenti disumani per trasformarlo nel "Cyborg del calcio", un calciatore senza sentimenti umani e disinteressato al gioco di squadra. Dopo aver trascinato la nazionale brasiliana giovanile alla vittoria del mondiale U-17, Santana denunciò le violenze subite dal genitore adottivo, provocando proteste popolari che costrinsero Bala a liberare dalla prigionia il figlio adottivo. Carlos passò dunque a giocare nella squadra professionistica del Flamengo. Il confronto tra il San Paolo e il Flamengo è molto combattuto, con Tsubasa che per tre volte porta in vantaggio i suoi e Santana che pareggia ogni volta i conti segnando allo stesso modo dei gol di Tsubasa ma in maniera più difficile, portando il parziale sul 3-3. |                                   |                             |
| 3  | Captain Tsubasa World Youth 3 「キャプテン翼 ワールドユース編 3」 | maggio 1995 ISBN 4-08-871855-0    | 19 maggio 2003              |
| 3  | Capitoli - 9. Da Bala a Santana (サッカーサイボーグサンターナ?, Sakkā saibōgu Santāna) - 10. Per la gloria (栄光をめざして?, Eikō o mezashi te) - 11. Scende in campo Ryoma Hino! (火野竜馬登場!!?, Hino Ryōma tōjō!!) - 12. Il ritorno dell'aristocratico, la ribellione del giovane leone! (貴公子の生還、若獅子の反乱?, Kikōshi no seikan, waka shishi no hanran) - 13. Un ragazzo orgoglioso (誇り高き男?, Hokori takaki otoko) - 14. R.J.7. - The Real Japan Seven (Ｒ・Ｊ・７登場?, R.J.7 Tōjō) |                                   |                             |
| 3  | Trama Grazie alla fiducia di Tsubasa nel gioco di squadra la partita termina con la vittoria per 4-3 del San Paolo, con Santana che si ripromette di prendersi la rivincita ai mondiali. Nel frattempo si tiene una conferenza stampa della nazionale giovanile giapponese in cui Taro Misaki e Kojiro Hyuga annunciano l'intenzione di vincere il mondiale U-20. La nazionale, allenata da Tatsuo Mikami e priva di Tsubasa, è in ritiro, e viene rinforzata dal ritorno in campo di Jun Misugi, che dopo tre anni di forzato riposo è completamente guarito dalla malattia cardiaca, anche se è retrocesso nel ruolo di libero. Nel frattempo Ken Wakashimazu, dopo una discussione accesa con Mikami, lascia il ritiro della nazionale perché non vuole essere la riserva di Genzo Wakabayashi, che tuttavia nel frattempo si è infortunato ai polsi nel tentativo di parare i tiri di due forti attaccanti avversari, l'olandese Kraifort e lo svedese Levin. Il Giappone schiera quindi in porta Yuzo Morisaki. All'improvviso si presenta al ritiro una squadra composta da sette giocatori e allenata da Minato Gamo, denominata Real Japan 7. I sette affermano di essere superiori ai giocatori della nazionale e per dimostrarlo vengono organizzate tre partite di calcio a 7 tra il Real Japan 7 e i ventuno giocatori della nazionale ufficiale. |                                   |                             |
| 4  | Captain Tsubasa World Youth 4 「キャプテン翼 ワールドユース編 4」 | luglio 1995 ISBN 4-08-871856-9    | 19 giugno 2003              |
| 4  | Capitoli - 15. L'arduo scontro! (激しき攻防!!?, Hageshiki kōbō!!) - 16. Una separazione definitiva (世界一のチームを作る!!?, Sekai ichi no chīmu o tsukuru!!) - 17. La tigre se ne va! (猛虎の旅立ち!!?, Mōko no tabidachi!!) - 18. A Sao Paulo (サンパウロにて?, San Pauro nite) - 19. Che lo spettacolo abbia inizio! (夢に向かってスタート!!?, Yume ni mukatte sutāto!!) |                                   |                             |
| 4  | Trama I tre match vedono il Real Japan 7 prevalere agilmente, con un risultato complessivo di 14-2. A questo punto Mikami si sente male per una peritonite e viene portato d'urgenza in ospedale. Viene quindi nominato suo sostituto alla guida della nazionale proprio Minato Gamo, il quale esclude momentaneamente dalla nazionale sette giocatori, Misaki, Hyuga, Makoto Soda, Hiroshi Jito, Kazuo e Masao Tachibana e Shun Nitta, dopo aver evidenziato le loro carenze e promettendo di reintegrarli in rosa una volta che gli avranno dimostrato di averle colmate. Gamo sottopone i giocatori rimasti ad allenamenti molto duri, facendoli arrivare alla fine del ritiro in pessime condizioni atletiche. Consapevole di non poter battere la Thailandia con i giocatori ridotti in tale stato, alla vigilia della prima fase delle qualificazioni asiatiche, Gamo decide di convocare Tsubasa e Shingo Aoi, nella speranza che con questi due assi la nazionale sarebbe riuscita a superare lo stesso le eliminatorie; tuttavia per il momento solo Tsubasa risponde alla convocazione. Con la nazionale in pessime condizioni fisiche, anche con Tsubasa in campo la partita contro la modesta nazionale di Taiwan risulta ostica. |                                   |                             |
| 5  | Captain Tsubasa World Youth 5 「キャプテン翼 ワールドユース編 5」 | settembre 1995 ISBN 4-08-871857-7 | 19 luglio 2003              |
| 5  | Capitoli - 20. Uno scontro accorato! (気迫で闘え!!?, Kihaku de tatakae!!) - 21. Un regalo provvidenziale! (下馬評をくつがえせ!!?, Gebahyō o kutsugaese!!) - 22. Tsubasa vs Bunnaku (翼VS.ブンナーク?, Tsubasa VS. Bunnāku) - 23. Passare a Tsubasa! (翼につなげ!!?, Tsubasa ni tsunage!!) |                                   |                             |
| 5  | Trama Il Taiwan si porta in vantaggio grazie a un'autorete di Hikaru Matsuyama; proprio Matsuyama si riscatta dell'errore siglando la rete del pareggio e negli ultimi minuti Tsubasa segna il gol della vittoria. Nella partita successiva il Giappone sconfigge il Guam per 4-0 ma nell'ultima partita deve affrontare l'ostica Thailandia, vincitrice per 11-0 e per 12-0 sulle stesse squadre che il Giappone ha stentato a battere 2-1 e 4-0. Il Giappone è obbligato a vincere contro la Thailandia in quanto in caso di arrivo a pari punti sarebbe eliminato per la differenza reti nettamente peggiore. I punti di forza della Thailandia sono i tre fratelli Konsawatt, ex giocatori di sepak takraw e praticanti tecniche acrobatiche, e il coriaceo difensore Bunnaku, ex campione di muay thai. Il Giappone studia in video gli schemi tattici della Thailandia e, grazie a ciò, nei minuti iniziali riesce addirittura a portarsi in vantaggio con una rete di Tsubasa. Tuttavia, la Thailandia mostra tutta la sua forza: Bunnaku e i tre acrobatici fratelli Konsawatt segnano quattro reti consecutive a Morisaki, portando la nazionale thailandese sul momentaneo 4-1. Tsubasa viene marcato stretto da Bunnaku, e in seguito a un intervento falloso del difensore finisce al tappeto venendo portato in infermeria. Dopo le dovute medicazioni, Tsubasa rientra in campo insieme a Wakabayashi.                                                                              |                                   |                             |
| 6  | Captain Tsubasa World Youth 6 「キャプテン翼 ワールドユース編 6」 | novembre 1995 ISBN 4-08-871858-5  | 19 agosto 2003              |
| 6  | Capitoli - 24. Super Great Goal Keeper!! (Ｓ・Ｇ・Ｇ・Ｋ!!?, Sūpā Gurēto Gōru Kīpā!!) - 25. Scontro di volontà! (意地と意地の激突!!?, Iji to iji no gekitotsu!!) - 26. La corona di alloro è su di te! (栄冠はきみの上に!?, Eikan ha kimi no ue ni!) |                                   |                             |
| 6  | Trama Nonostante l'infortunio ai polsi non sia ancora del tutto smaltito e il fatto che, a causa degli antidolorifici assunti, Wakabayashi possa solo respingere il pallone ma non afferrarlo, con lui in porta la Thailandia non riesce più a segnare. Inoltre al 44º minuto Aoi fa il suo debutto in nazionale, dopo una forsennata corsa in taxi per raggiungere lo stadio dall'aeroporto. I suoi compagni di squadra rimangono spiazzati dal suo arrivo e si chiedono chi sia, e solo Tsubasa lo riconosce per averci giocato contro anni prima. Entrato in campo, Aoi riesce ad accorciare le distanze proprio allo scadere del primo tempo. Nella ripresa il Giappone domina e Aoi, con un twinshot in rovesciata con Tsubasa, segna il gol del 4-3; successivamente Misugi con un drive shot pareggia. Il Giappone attacca alla ricerca del gol qualificazione, che arriva solo allo scadere, segnato ancora una volta da Aoi. Il Giappone elimina dunque la Thailandia, qualificandosi alla seconda fase delle qualificazioni asiatiche. |                                   |                             |
| 7  | Captain Tsubasa World Youth 7 「キャプテン翼 ワールドユース編 7」 | gennaio 1996 ISBN 4-08-871859-3   | 19 settembre 2003           |
| 7  | Capitoli - 27. L'ispirazione giusta (新・必殺シュートをつかめ!!?, Shin hissatsu shūto o tsukame!!) - 28. Il nuovo tiro mortale! (新・必殺シュートついに完成!?, Shin hissatsu shūto tsuini kansei!) - 29. Guerrieri migliori (成長した戦士たち?, Seichō shi ta senshi tachi) - 30. La nave Real Japan! (リアル・ジャパン丸の実力!!?, Riaru Japan maru no jitsuryoku!!) |                                   |                             |
| 7  | Trama Nel frattempo Hyuga è a Okinawa per allenarsi al fine di riconquistare il posto in nazionale. Qui conosce una ragazza praticante il softball, Maki, che gli fornisce l'ispirazione per realizzare un nuovo tiro ancora più potente, il raiju shot. I sette giocatori esclusi tornano al ritiro della nazionale per dimostrare all'allenatore di aver risolto le carenze che ne avevano provocato l'esclusione, e Gamo stabilisce che, per riconquistare il posto in nazionale, dovranno battere il Real Japan 7. Dopo un inizio equilibrato, Hyuga svela la sua nuova arma segreta, segnando due reti con il raiju shot. In seguito a ciò, il Real Japan 7 crolla e la partita viene sospesa da Gamo con il punteggio di 10-2 a favore dei sette esclusi, che dunque riconquistano il posto in nazionale. A questo punto Gamo svela che il RJ7 non aveva mai avuto intenzione di rubare loro il posto in nazionale, anche perché cinque dei giocatori sono troppo vecchi per poter partecipare ai mondiali U-20, ma era stato allestito al fine di spronare i giocatori giapponesi ad allenarsi ancora di più. Urabe e Hino sono gli unici giocatori del RJ7 a soddisfare i requisiti di età per giocare con la nazionale U-20, ma Hino, essendo nippo-uruguayano, decide di giocare con l'Uruguay diventando così un rivale del Giappone. Con il reintegro dei sette esclusi notevolmente migliorati, il Giappone inizia con piglio deciso la seconda fase delle qualificazioni asiatiche. |                                   |                             |
| 8  | Captain Tsubasa World Youth 8 「キャプテン翼 ワールドユース編 8」 | marzo 1996 ISBN 4-08-871860-7     | 19 ottobre 2003             |
| 8  | Capitoli - 31. Compagni affidabili! (頼れるヤツら!?, Tayoreru yatsu ra!) - 32. Il genio Owairan (天才オワイラン?, Tensai Owairan) - 33. Ecco il tiro della bestia del fulmine (雷獣シュート見参!!?, Raijū Shūto kenzan!!) - Episodio extra del principe del sole -Una sfida per Fullit, ovvero la strada per completare la finta ad angolo retto!- (プリンチベ・デル・ソーレ?, Purinchibe deru sōre) |                                   |                             |
| 8  | Trama Il Giappone batte agevolmente l'Uzbekistan (8-1) e gli Emirati Arabi Uniti (6-0), con Hyuga autore di una tripletta in entrambi gli incontri. Il terzo match contro l'Arabia Saudita di Mark Owairan si rivela invece molto più impegnativo: l'Arabia Saudita, dotata di una difesa solida, passa in vantaggio grazie a Owairan che segna in tap-in approfittando del fatto che Wakabayashi, a causa dell'infortunio ai polsi, può solo respingere di pugno. Come se non bastasse Aoi, diffidato, viene ammonito e sarà costretto a saltare la partita contro la Cina. Il Giappone riesce comunque a pareggiare su punizione grazie a un boomerang shot di Misaki. Subito dopo il pareggio l'Arabia Saudita effettua una sostituzione facendo entrare il "Genio della lampada" Vulkan, un attaccante alto più di due metri e abile nei colpi di testa. Vulkan promette che segnerà tre gol, mettendo inizialmente a dura prova Wakabayashi e la difesa nipponica. Nel frattempo Hyuga decide di svelare la sua arma segreta, il raiju shot, grazie alla quale segna subito una rete portando il Giappone in vantaggio. |                                   |                             |
| 9  | Captain Tsubasa World Youth 9 「キャプテン翼 ワールドユース編 9」 | maggio 1996 ISBN 4-08-872261-2    | 19 novembre 2003            |
| 9  | Capitoli - 34. Nel momento della vittoria! (勝利の瞬間!!?, Shōri no shunkan!!) - 35. L'incontro decisivo! (決戦!?, Kessen!) |                                   |                             |
| 9  | Trama Altri due gol di Hyuga permettono al Giappone di battere per 4-1 l'Arabia Saudita. In vista della partita contro la Cina, lo squalificato Aoi decide di intrufolarsi di nascosto con il suo amico Datamotsu nel campo di allenamento dei prossimi avversari per spiarli. Di ritorno al ritiro, Aoi avverte tutti della pericolosità costituita dall'asso cinese Sho. Nel frattempo, in Giappone, la madre di Hyuga perde i sensi a causa dell'eccessivo lavoro a cui si è sottoposta per mandare avanti la famiglia e finisce in coma. Nonostante il desiderio di correre subito in Giappone per stare accanto alla madre in pericolo di vita, Hyuga decide comunque di disputare l'incontro con la Cina insieme ai suoi compagni. La partita comincia e Sho è in panchina a causa di un infortunio alla gamba rimediato in un precedente scontro con l'asso sudcoreano Cha; Sho comunque è in via di guarigione grazie all'agopuntura ed è pronto a entrare in campo a partita in corso se necessario. Wakabayashi evita di farsi un'iniezione antidolorifica ai polsi per essere in grado di afferrare il pallone ma presto scopre che più palloni afferra più aumenta il dolore, e verso la fine del primo tempo è costretto a respingere di nuovo solo di pugno. Il Giappone segna due reti grazie a un flying drive shot di Tsubasa e a un eagle shot di Matsuyama. |                                   |                             |
| 10 | Captain Tsubasa World Youth 10 「キャプテン翼 ワールドユース編 10」 | luglio 1996 ISBN 4-08-872262-0    | 19 dicembre 2003            |
| 10 | Capitoli - 36. Il contrattacco della China Youth! (中国ユースの逆襲!?, Chūgoku Yūsu no gyakushū!) - 37. Un bagliore nel buio (窮地の中の光!?, Kyūchi no naka no hikari!) |                                   |                             |
| 10 | Trama Il forte attaccante Hi accorcia di testa le distanze per la Cina, ma nel finale di primo tempo Hyuga porta il Giappone sul 3-1. Nella ripresa, tuttavia, entra in campo Sho che, sfruttando la sua capacità di ribattere i forti tiri degli avversari, segna in breve tempo una doppietta, portando il risultato sul 3-3. Per Wakabayashi risulta particolarmente umiliante il gol del 3-3 in quanto segnato da fuori area: Sho diviene così il primo giocatore a segnare da fuori area a Wakabayashi in una partita ufficiale. Il Giappone si riporta in vantaggio con un gol di Tsubasa, ma Wakabayashi, ancora dolorante ai polsi, si infortuna al braccio destro per respingere un potentissimo tiro di Sho. |                                   |                             |
| 11 | Captain Tsubasa World Youth 11 「キャプテン翼 ワールドユース編 11」 | settembre 1996 ISBN 4-08-872263-9 | 19 gennaio 2004             |
| 11 | Capitoli - 38. Il tempo della vittoria e del miracolo! (勝利と奇跡の瞬間!!?, Shōri to kiseki no shunkan!!) - 39. Lui è tornato! (帰ってきた男!?, Kaette ki ta otoko!) - 40. La conclusione del portiere Wakashimazu! (ＧＫ若島津の結論!?, Gōrukīpā waka shimatsu no ketsuron!) - 41. La partenza della rinata Nippon Youth! (新生全日本始動!!?, Shinsei Zennihon shidō!!) - 42. Una porta per sognare (夢への扉!!?, Yume he no tobira!!) - 43. La gloria... e poi...! (栄光…そして!!?, Eikō... soshite!!) - 44. Il riposo dei guerrieri. Un nuovo ostacolo! (新たなる障壁!!?, Arata naru shōheki!!) |                                   |                             |
| 11 | Trama Sho si infortuna di nuovo ed è costretto a uscire dal campo insieme a Wakabayashi. Nel finale Tsubasa e Hyuga segnano altri due gol, portando il Giappone sul 6-3, risultato con cui si conclude la partita. Subito dopo il match Hyuga corre in Giappone per raggiungere la madre, che nel frattempo è uscita dal coma e non è più in pericolo di vita. Hyuga si sente in colpa per aver rifiutato le offerte di ingaggio provenienti dalle squadre della J. League, perché in questo modo la donna non avrebbe avuto la necessità di lavorare così tanto, e decide di accettare una delle offerte in modo da pagare le spese per l'ospedale, ma viene dissuaso da Wakashimazu, che gli presta il denaro necessario. In cambio Hyuga ottiene che Wakashimazu torni in nazionale, di nuovo priva di Wakabayashi. Nel frattempo l'Arabia Saudita batte la Cina eliminandola dal torneo. Grazie alle parate di Wakashimazu il Giappone vince la semifinale contro l'Iraq per 3-0, mentre la Corea del Sud vince l'altra semifinale battendo in rimonta per 2-1 l'Arabia Saudita. Tuttavia il rientrato Cha si infortuna di nuovo nell'azione del gol della vittoria ed è costretto a rinunciare alla finale contro il Giappone. La finale vede la vittoria per 2-0 del Giappone, che vince così il campionato asiatico giovanile e si qualifica ai mondiali U-20 insieme agli stessi sudcoreani.                                                                                              |                                   |                             |
| 12 | Captain Tsubasa World Youth 12 「キャプテン翼 ワールドユース編 12」 | novembre 1996 ISBN 4-08-872264-7  | 19 febbraio 2004            |
| 12 | Capitoli - 45. Il campo dei sogni! (夢の舞台!!?, Yume no butai!!) - 46. La decisione dei guerrieri! (戦士たちの決意!?, Senshi tachi no ketsui!) - 47. Promessa a Misaki! (岬への誓い!!?, Misaki he no chikai!!) - 48. La ragione delle lacrime (涙の理由?, Namida no riyū) - 49. Un nuovo incontro con i rivali di sempre! (宿敵との再会!?, Shukuteki to no saikai!) - 50. Il prologo della grande competizione! (激闘へのプロローグ!!?, Gekitō he no purorōgu!!) |                                   |                             |
| 12 | Trama Il Giappone, tornato in patria da qualificato, scopre che nella nazione organizzatrice dei mondiali è scoppiata la guerra civile e quindi il World Youth rischia di non disputarsi. Tuttavia il dirigente della federcalcio giapponese Katagiri propone alla FIFA di far disputare i mondiali U-20 in Giappone, proposta che viene accolta. Alla nazionale si aggrega Akai, terzino della Sampdoria e rivale di Aoi nel campionato italiano. Nel frattempo Misaki decide di andare a trovare sua madre, con cui non aveva mai parlato, in quanto subito dopo la sua nascita i suoi genitori avevano divorziato e Misaki fu affidato al padre mentre la madre si era risposata e aveva avuto un'altra figlia. Al termine della giornata Misaki viene accompagnato dalla sorellastra alla fermata del pullman, quando la sorella cade mentre stava attraversando la strada e rischia di essere investita da un camion. Misaki interviene e riesce a salvarla, anche se così facendo viene investito al suo posto infortunandosi gravemente alla gamba. Misaki comunque non si arrende e decide di intraprendere un audace percorso di riabilitazione al fine di recuperare dall'infortunio in tempo per la finale del mondiale U-20. |                                   |                             |
| 13 | Captain Tsubasa World Youth 13 「キャプテン翼 ワールドユース編 13」 | gennaio 1997 ISBN 4-08-872265-5   | 19 marzo 2004               |
| 13 | Capitoli - 51. In mezzo al campo...! (フィールドの中に…!!?, Fīrudo no naka ni...!!) - 52. Il pallone affidato! (託されたボール!!?, Takusa re ta bōru!!) |                                   |                             |
| 13 | Trama Il Giappone senza Misaki gioca la sua prima partita del World Youth contro il Messico del fortissimo portiere Espadas. Tsubasa per via di un infortunio non è in buona forma e non gioca come al solito. È quindi il Messico a fare la partita ma non riesce a segnare grazie alle parate del portiere nipponico Wakashimazu e alla difesa dei gemelli Tachibana. Il gigantesco centrocampista messicano Garcia infortuna apposta i Tachibana in modo da indebolire la difesa giapponese e viene espulso. Senza i Tachibana il Messico riesce a passare in vantaggio grazie a una rete dello stesso portiere Espadas, famoso per le uscite dalla sua area di rigore per lanciarsi in attacco. Espadas si rivela quindi non solo un fortissimo portiere, ma anche un fortissimo attaccante e un geniale regista. Dopo il gol dello svantaggio i giocatori giapponesi tentano di reagire e provano a pareggiare, ma tutti i loro tiri vengono parati da Espadas. Al 90° però Tsubasa reagisce e usa la nuova tecnica sky dive shot; il tiro viene deviato da Espadas, ma sul pallone respinto si avventa Aoi che segna il gol del pareggio. |                                   |                             |
| 14 | Captain Tsubasa World Youth 14 「キャプテン翼 ワールドユース編 14」 | marzo 1997 ISBN 4-08-872266-3     | 20 aprile 2004              |
| 14 | Capitoli - 53. Perché io amo il calcio (好きだから…!!?, Suki da kara...!!) - 54. La prova del miglioramento (成長の証!!?, Seichō no akashi!!) |                                   |                             |
| 14 | Trama Il Giappone continua ad attaccare e Hyuga su assist di Tsubasa segna il gol del 2-1 all'ultimo minuto di recupero con il raiju shot, piegando la mano di Espadas. Nell'altra partita del girone l'Italia perde per 3-2 contro l'Uruguay. A segnare i tre gol dell'Uruguay è il nippo-uruguyano Ryoma Hino, ideatore di un nuovo potentissimo tiro, il tornado shot, e rivale di Hyuga. Il Giappone gioca la sua seconda partita proprio contro l'Uruguay. I giocatori nipponici iniziano bene la partita e in pochi minuti si portano sul 4-1, grazie a una doppietta di Hyuga e reti di Tsubasa e Aoi per il Giappone e di Victorino per l'Uruguay, ma l'Uruguay non demorde e nel primo tempo segna altri due gol con Hino. |                                   |                             |
| 15 | Captain Tsubasa World Youth 15 「キャプテン翼 ワールドユース編 15」 | maggio 1997 ISBN 4-08-872267-1    | 20 maggio 2004              |
| 15 | Capitoli - 55. Ai quarti di finale (決勝トーナメント進出!?, Kesshō tōnamento shinshutsu!) - 56. Mi è rimasto solo Tsubasa... (片方だけの翼!?, Katahō dake no Tsubasa!) - 57. La vera natura del team svedese! (スウェーデンチームの正体!?, Suwēden Chīmu no shōtai!) |                                   |                             |
| 15 | Trama Nella ripresa l'Uruguay prima pareggia con Victorino e poi si porta in vantaggio grazie a un autogol del difensore nipponico Jito nel tentativo maldestro di anticipare Victorino. Il Giappone comunque, grazie a due gol di Hyuga in zona Cesarini, riesce a ribaltare il risultato e imporsi 6-5. Nell'altra partita del girone l'Italia, priva del portiere Gino Hernandez e del difensore Salvatore Gentile, infortunatisi nel tentativo di fermare il tornado shot di Hino, pareggia 0-0 con il Messico. Nella terza e ultima giornata della fase a gironi l'Uruguay sconfigge il Messico con Espadas infortunato per 2-0 mentre il Giappone sconfigge l'Italia per 4-0. Nonostante l'infortunio, Gentile e Hernandez scendono ugualmente in campo contro il Giappone a quindici minuti dalla fine, e vengono sconfitti entrambi da Aoi. Si qualificano quindi ai quarti di finale le seguenti squadre: Giappone, Uruguay, Germania, Svezia, Olanda, Argentina, Brasile e Francia. Ai quarti il Giappone, privo di Matsuyama, accorso in ospedale per stare vicino alla fidanzata in pericolo di vita per un incidente stradale, affronta la forte Svezia di Stephan Levin, un attaccante dal tiro molto potente. |                                   |                             |
| 16 | Captain Tsubasa World Youth 16 「キャプテン翼 ワールドユース編 16」 | luglio 1997 ISBN 4-08-872268-X    | 22 giugno 2004              |
| 16 | Capitoli - 58. L'attacco delle notti bianche! (白夜の波状攻撃!?, Byakuya no hajō kōgeki!) - 59. La nuova tattica spaventosa! (恐怖の新戦術!?, Kyōfu no shin senjutsu!) - 60. Il tiro fantasma (幻のシュート?, Maboroshi no Shūto) |                                   |                             |
| 16 | Trama La partita è molto combattuta: la Svezia attacca ma non riesce a segnare grazie alle parate di Wakabayashi e alla marcatura su Levin di Tomeya Akai. Alla fine il Giappone vince la partita per 1-0 grazie al golden gol segnato nel primo tempo supplementare da Tsubasa con uno sky wing shot. |                                   |                             |
| 17 | Captain Tsubasa World Youth 17 「キャプテン翼 ワールドユース編 17」 | settembre 1997 ISBN 4-08-872269-8 | 22 luglio 2004              |
| 17 | Capitoli - 61. Il più forte: il Brasile! (強者・ブラジル!?, Tsuwamono Burajiru!) - 62. Prendiamoci il titolo di migliori del mondo! (世界一の座をかけて!?, Sekai ichi no zaokakete!) |                                   |                             |
| 17 | Trama Mentre i giapponesi festeggiano la vittoria arrivano i risultati delle altre partite dei quarti: Germania-Argentina 3-2, Olanda-Francia 3-1 e Brasile-Uruguay 6-0. In semifinale il Giappone batte la nazionale olandese di Kraifort per 1-0 al golden gol grazie allo sky dive shot di Tsubasa. Nell'altra semifinale il Brasile sconfigge la Germania addirittura 5-0. Tsubasa e i suoi compagni sono stupiti della forza della selecao, allenata peraltro da Roberto Hongo, e sono consapevoli che stavolta sarà molto dura vincere, anche considerate le statistiche a favore dei verdeoro: in cinque partite hanno segnato 30 gol senza subirne, con una media di sei reti a partita, sommergendo di reti nazionali competitive come Francia, Uruguay e Germania. La finale inizia e il Brasile si dimostra molto superiore al Giappone. Tsubasa viene praticamente isolato in campo e quindi non può esprimere il suo gioco. Il Brasile attacca ma non riesce a segnare grazie alle parate di Wakabayashi. Alla fine del primo tempo le squadre vanno negli spogliatoi sullo 0-0, ma il Brasile ha tirato una ventina di volte mentre il Giappone solo una. Nella ripresa il Brasile continua ad attaccare e al 60º minuto riesce a passare in vantaggio con Santana. |                                   |                             |
| 18 | Captain Tsubasa World Youth 18 「キャプテン翼 ワールドユース編 18」 | novembre 1997 ISBN 4-08-872270-1  | 18 agosto 2004              |
| 18 | Capitoli - 63. Il gol della vittoria! (Ｖゴール!!?, V gōru!!) - 64. Epilogo - Ognuno per la sua strada (それぞれの未来?, Sorezore no mirai) |                                   |                             |
| 18 | Trama Subito dopo il gol entra in campo Misaki, fatto che cambia la partita. Infatti Misaki e Tsubasa usano il Twin Overhead che però il portiere del Brasile Salinas riesce a fermare, ma sulla respinta Tsubasa blocca la palla al volo con il suo corpo, infine Hyuga, Ishizaki, Nitta, Aoi e Jito lo spingono dentro la porta avversaria insieme al pallone, e il Giappone segna il gol del pareggio. Al 43° Hyuga, Tsubasa e Misaki usano il Flash Raiju Shot e passano in vantaggio con un'altra rete. Entra poi in campo il fortissimo calciatore Natureza che sullo scadere pareggia segnando un gol da fuori area a Wakabayashi. L'arbitro fischia la fine dei 90 minuti regolamentari e poiché il risultato è ancora in parità si giocano i supplementari. Nel primo tempo supplementare il Giappone attacca e riesce a passare in vantaggio con Tsubasa che dopo aver sconfitto in duello il rivale Natureza segna in rovesciata il golden gol del 3-2 che consegna ai giapponesi il World Youth. La serie si conclude con Tsubasa che si sposa con Sanae Nakazawa e con i ragazzi della generazione d'oro del calcio giapponese che si affacciano al mondo del calcio professionistico. |                                   |                             |